# London Chess Classic 2011
El London Chess Classic 2011 va ser un torneig d'escacs que va tenir lloc a Londres entre el 3 i el 12 de desembre de 2011.
Una vegada més la tercera edició es va caracteritzar per ser el torneig més fort que mai s'ha fet a la Gran Bretanya. L'organitzador Malcolm Pein va afegir un novè jugador, el número tres del món l'armeni i Gran Mestre Levon Aronian, assegurant-se que els quatre millor del món hi participen. Amb dues rondes extra, les partides varen ocupar dos caps de setmana i cada dia. Kràmnik va acabar com a clar guanyador amb 16 punts.

## Participants
Els participants de la tercera edició foren:
- Viswanathan Anand, campió del món i número dos del ranking
- Magnus Carlsen, número u del rànking mundial
- Levon Aronian, número tres del rànking
- Vladímir Kràmnik, excampió del món (2000–2007) i número quatre del rànking
- Hikaru Nakamura, número u dels Estats Units
- Michael Adams, campió britànic i número u d'Anglaterra
- Nigel Short, exfinalista del campionat del món i número dos d'Anglaterra
- Luke McShane, número tres d'Anglaterra
- David Howell, número quatre d'Anglaterra[5]

## Classificació
|   | Jugador           | Elo  | 1 | 2 | 3 | 4 | 5 | 6 | 7 | 8 | 9 | Punts | TPR  |
| - | ----------------- | ---- | - | - | - | - | - | - | - | - | - | ----- | ---- |
| 1 | Vladímir Kràmnik  | 2800 | X | 1 | 1 | 3 | 1 | 1 | 3 | 3 | 3 | 16    | 2935 |
| 2 | Hikaru Nakamura   | 2758 | 1 | X | 0 | 1 | 3 | 3 | 1 | 3 | 3 | 15    | 2888 |
| 3 | Magnus Carlsen    | 2826 | 1 | 3 | X | 1 | 1 | 1 | 1 | 3 | 3 | 14    | 2879 |
| 4 | Luke McShane      | 2671 | 0 | 1 | 1 | X | 1 | 1 | 3 | 3 | 3 | 13    | 2853 |
| 5 | Levon Aronian     | 2802 | 1 | 0 | 1 | 1 | X | 1 | 3 | 1 | 1 | 9     | 2741 |
| 6 | Viswanathan Anand | 2811 | 1 | 0 | 1 | 1 | 1 | X | 3 | 1 | 1 | 9     | 2740 |
| 7 | Nigel Short       | 2698 | 0 | 1 | 1 | 0 | 0 | 0 | X | 1 | 3 | 6     | 2613 |
| 8 | David Howell      | 2633 | 0 | 0 | 0 | 0 | 1 | 1 | 1 | X | 1 | 4     | 2570 |
| 9 | Michael Adams     | 2734 | 0 | 0 | 0 | 0 | 1 | 1 | 0 | 1 | X | 3     | 2499 |

## Altres activitats
Altres torneigs organitzats durant el festival varen ser un torneig tancat femení de nou rondes i un obert internacional també de nou rondes. La mestra internacional Dagne Ciuksyte d'Anglaterra i la mestra internacional Guliskhan Nakhbayeva del Kazakhstan varen compartir la victòria amb 7½ punts de 9, mentre el Gran Mestre indi Abhijeet Gupta va ser vencedor de l'obert amb 8 punts de 9.